# Samuel Bodman
Samuel Wright Bodman III (Chicago, 26 novembre 1938 – El Paso, 7 settembre 2018) è stato un politico, ingegnere e imprenditore statunitense, segretario dell'Energia nell'amministrazione Bush Jr. dal 2005 al 2009.

## Biografia
Laureato in ingegneria chimica alla Cornell University con specializzazione al MIT, Bodman ha ricoperto il ruolo di professore presso quest'ultima università.
Ha servito come vicesegretario al commercio nella presidenza di George W. Bush a partire dal 2001 e in seguito, nel 2004, è stato nominato vicesegretario al tesoro. Il 31 gennaio 2005 è stato nominato segretario dell'Energia, carica che ha ricoperto fino al 2009.
Morì il 7 settembre 2018 all'età di 79 anni a seguito di un'afasia nella sua casa a El Paso.